# Републикански път III-5507
Републикански път IIІ-5507 е третокласен път, част от Републиканската пътна мрежа на България, преминаващ изцяло по територията на Хасковска област. Дължината му е 26,3 km.
Пътят се отклонява наляво при 176,9 km на Републикански път II-55 северно от село Пъстрогор и се насочва на изток нагоре по югозападните склонове на планината Сакар. Минава през село Левка, южно от село Дервишка могила преодолява билото на планината, преминава през село Студена и слиза по източния склон на Сакар, като в западната част на село Радовец се свързва с Републикански път III-761 при неговия 26,5 km.
| Пътища, отклоняващи се надясно (населено място, № на пътя, посока на пътя) | km   | Пътища, отклоняващи се наляво (посока на пътя, № на пътя, населено място) |
| -------------------------------------------------------------------------- | ---- | ------------------------------------------------------------------------- |
| Община Свиленград, II-55, 176,9 km ←                                       | 0,0  | ← 176,9 km, II-55, Община Свиленград                                      |
|                                                                            | 2,9  | → общински път (за с. Лисово)                                             |
| (за гр. Свиленград) общински път, с. Левка ←                               | 4,7  | с. Левка                                                                  |
| (за с. Мустрак) общински път ←                                             | 7,8  |                                                                           |
|                                                                            | 12,0 | ← 21,9 km, III-7612 (от с. Устрем)                                        |
| (за с. Сладун) общински път, с. Студена ←                                  | 18,3 | → с. Студена, общински път (за с. Дервишка могила)                        |
| Община Тополовград                                                         | 23,9 | Община Тополовград                                                        |
| (до с. Маточина) III-559, 26,5 km, с. Радовец ←                            | 26,3 | ← с. Радовец, 26,5 km, III-761 (от с. Княжево)                            |